# Christian Friedrich Joachim Bünsow
Christian Friedrich Joachim Bünsow (* 11. April 1745 in Heide; † 6. Oktober 1824 in Kiel) war ein deutscher Maler und Zeichenlehrer.

## Leben und Wirken
Christian Friedrich Joachim Bünsow war ein Mitglied der holsteinischen Familie Bünsow. Der Vater Johann Ludewig Bünsow (* 1718) stammte aus Hamburg und war verheiratet mit Charlotte Elisabeth, geborene Ahrens.
Bünsow hatte seinen Wohnsitz in Kiel, wo er auch arbeitete. Gemäß Gesellenbriefen hielt er sich 1764/65 in Hamburg auf. 1772 gestaltete er ornamentale Wandmalereien im Speisesaal des Herrenhauses von Gut Dobersdorf, die er ländlich kräftig im Dekorationsstil des Rokoko hielt. Diese Gemälde wurden 1956 freigelegt.
Zu Bünsows bekanntesten Werken zählen Ansichten von Kiel und dem nahen Umland, die er gemeinsam mit seinen Söhnen gestaltete. Es handelte sich dabei um zumeist kolorierte, nüchtern und bescheiden gehaltene Umrissradierungen. Dabei wählte er seinerzeit neue Blickpunkte. Außerdem lehrte er, vom Kopieren kommend, in bürgerlichen Kreisen Zeichnen. Seine dafür verwendeten Vorlagen nahm die Kunsthalle zu Kiel auf.
Am 1. Mai 1772 heiratete Bünsow in Kiel Rosina Dorothea Negelin (1751–1845), deren Vater und Kunsttischler Paul Christoffer Negelin aus der Schweiz eingewandert war. Das Ehepaar bekam 10 Kinder, u. a. den Sohn Ludwig Johann Christian, der den Zeichenunterricht seines Vaters weiterführte, und den Sohn Joachim Johann Friedrich, der ebenfalls als Maler und Zeichenlehrer bekannt wurde.